# Zhu Jianhua (Germanist)

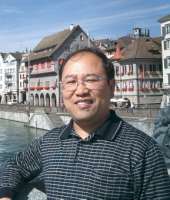
Zhu Jianhua

Zhu Jianhua (chinesisch 朱建华, Pinyin Zhū Jiànhuá; * Juli 1956 in Shanghai) ist ein chinesischer Germanist.

## Leben
Zhu Jianhua absolvierte 1978 das vierjährige Hochschulstudium an der Fremdsprachenhochschule Shanghai, 1981 das Magisterstudium an der Tongji-Universität, promovierte 1987 an der Ruhr-Universität Bochum. Seit 1993 ist er ordentlicher Professor für Germanistik und Dekan der Deutschen Fakultät an der Tongji-Universität. Er war Humboldt-Stipendiat (1994–1995) und 2001 und 2003 war er Gastprofessor an der Universität Duisburg und der TU Berlin.

## Funktionen
- Vorsitzender der Internationalen Vereinigung für Germanistik (IVG) (seit 2010)
- Ausschussmitglied der Internationalen Vereinigung für Germanistik (IVG) (seit 2005)
- Vorstandsmitglied der Gesellschaft für Interkulturelle Germanistik(GIG) (seit 2007)
- Vizevorsitzender des Arbeitskreises der Interkulturellen Germanistik in China (seit 2004)
- Vorsitzender des Zweigs der Gesellschaft für deutsche Sprache in Shanghai (seit 1999),
- Vizevorsitzender des Anleitungskomitees für Fremdsprachenlehrveranstaltungen an Hochschulen und Universitäten des Erziehungsministeriums in China, Leiter des Arbeitskreises Hochschuldeutsch (seit 1993)
- Generalsekretär des Humboldt-Clubs Shanghai (seit 1998).

## Publikationen
In den Spezialgebieten angewandte Linguistik, Fachsprachenlinguistik, Wortbildung, Lexikographie, kontrastive Linguistik, interkulturelle Kommunikation Chinesisch-Deutsch, Didaktik/Methodik für Deutsch als Fremdsprache verfasste er über 100 Publikationen. Zhu ist Herausgeber der Literaturstraße (Chinesisch-deutsches Jahrbuch für Sprache, Literatur und Kultur; Königshausen & Neumann ISSN 1616-4016), Herausgeber der Deutschen Literatur und Literaturkritik (Volksliteratur Verlag Beijing ISBN 978-7-02-006618-6)) und Herausgeber des Deutsch-chinesischen Forums interkultureller Bildung (IUDICIUM ISSN 1865-021X).

## Forschungsschwerpunkte

### I. Theorie und Praxis der Fachsprachenforschung
Hier arbeitete er von der Wortbildungsforschung in der Fachsprache der Silikattechnik in den 1980er Jahren erweitert auf Erforschung der Fachlexikographie, der Fachtextstruktur und -funktion, der Kommunikationsverfahren, der Terminologieforschung, und auf die Erforschung der interkulturellen Fachkommunikation Deutsch-Chinesisch.
Repräsentative Publikationen:
1. Morphologie, Semantik und Funktion fachsprachlicher Komposita. Julius Groos, Heidelberg 1987
2. Fachsprachliche Komposita in pragmatischer und textueller Sicht. In: Dialog. Max Niemeyer Verlag, 1990
3. Fachtext – Orientierung der Fachsprachenforschung seit den 1980er Jahren. In: Journal of Tongji-University, 1/1991
4. Fachsprachliche Kommunikationsverfahren. In: Journal der Tongji-Universität, 2/1993
5. Überlegungen zur computerunterstützten deutsch-chinesischen Fachlexikographie. In: Forschung zur Lexikographie 3/1993, S. 73–78
6. Handbuch zum Lesen deutscher Fachsprache. (Mitverfasser) Verlag der Chemie-Industrie, 1997
7. Kontrastive Beobachtungen der deutschen und chinesischen Fachsprachen und Fachkulturen. In: Sammelband von “Literatur im multimedialen Zeitalter”, Koreanische Gesellschaft für Germanistik. Seoul 1998
8. Überlegungen zur interlingualen und interkulturellen Fachkommunikation Chinesisch-Deutsch. In: Arbeiten zur Interkulturellen Kommunikation Chinesisch-Deutsch. Verlag der Tongji-Universität, Shanghai 2000
9. Fachsprachen im Deutschen und ihre Rolle in der deutsch-chinesischen Fachkommunikation. In: Zhang Yushu, Winfried Woesler, Horst Thome (Hrsg.): Literaturstraße – Chinesisch-deutsches Jahrbuch für Sprache, Literatur und Kultur (Band 2 2001) Volksliteratur Verlag, Beijing 2001
10. Fachsprachenlinguistik, Fachsprachendidaktik und Interkulturelle Kommunikation. Zhu Jianhua, Thomas Zimmer (Hrsg.): Wirtschaft-Technik-Medien. Peter Lang Verlag, Frankfurt am Main 2003
11. Terminologieforschung von Eugen Wüster – Frühblüher der Fachsprachenlinguistik. In: N. Kimura, K. Moser v. Filseck (Hrsg.): Universalitätsanspruch und partikulare Wirklichkeiten – Natur- und Geisteswissenschaften im Dialog. Königshausen&Neumann, Würzburg 2007. S. 251–256
12. Wan Gang, Wu Zhihong, Wei Yi, Zhu Jianhua u. a. (Hrsg.): Fachwörterbuch Technik und angewandte Wissenschaften Deutsch-Chinesisch. Verlag der Tongji-Universität, Shanghai 2009
13. Zhao Gen, Zhu Jianhua: Gegenseitige Einflüsse zwischen dem Fachwortschatz und gemeinsprachlichen Wortschatz. In: Terminologie der Wissenschaft und Technik in China 2009, Heft 5.

### II. Theorie und Praxis im Gebiet Didaktik und Methodik Deutsch als Fremdsprache
Hierbei geht es um die Einführung der theoretischen Ansätze wie funktional-kommunikative Sprachbeschreibung, der Erforschung der Mehrsprachigkeit, der Pragmatik und der interkulturellen Sprachdidaktik, sowie die Erforschung der Förderung der komplexen Sprachfähigkeiten der chinesischen Deutschlerner. Seit den 1990er Jahren ist er zuständig für zahlreiche Projekte in Curricularen, Lehrbüchern und Prüfungen für Hochschuldeutsch (Deutsch als Anwendungsfach) in China. Das Lehrwerk „Klick auf Deutsch“ (Hauptverfasser), das z. Z. (2010) an chinesischen Universitäten und Hochschulen am häufigsten verwendet wird, wurde 2001 und 2006 als „Lehrwerk im 10. und 11. Fünfjahrplan des Landes“ bewertet und wurde 2007 mit dem 1. Preis der Lehrbücher der Stadt Shanghai ausgezeichnet. Das von Zhu Jianhua geleitete Unterrichtsfach „Hochschuldeutsch“ an der Tongji-Universität wurde 2004 zum Exzellenz-Unterrichtsfach der Stadt Shanghai und 2007 vom Bildungsministerium zum Exzellenz-Unterrichtsfach auf der staatlichen Ebene (chinesisch „国家精品课程“) bewertet. Das Fach Germanistik an der Tongji-Universität wurde 2007 vom Bildungsministerium als „staatliches Sonderförderungsfach“ (chinesisch „国家特色专业建设点“) genehmigt. 2008 wurde Zhu Jianhua mit dem Titel renommierter Professor der Stadt Shanghai (chinesisch „上海市教学名师“) ausgezeichnet.
Repräsentative Publikationen:
1. Überlegungen zum Aufbau eines Zentrums für Deutschunterricht auf weit fortgeschrittener Stufe. In: Bildungsforschung der Tongji-Universität 1/1993
2. Situationen und Perspektiven des studienbegleitenden DaF-Unterricht in der VR China. In: Deutsch als Fach- und Fremdsprache in Ostasien. Julius Groos Verlag, Heidelberg 1996
3. Curriculum für Deutsch als zweite Fremdsprache an Hochschulen und Universitäten Chinas. (Mitverfasser) Verlag für Hochschulwesen, 1997
4. Hochschuldeutsch – Hörverständnis. (Hauptverfasser) Verlag für Hochschulwesen, Beijing 2001
5. Deutsch als Fremdsprache und Germanistik in China – Eine Entwicklung in Phasen. (2. Verfasser) In: Jahrbuch für Internationale Germanistik. Jahrgang XXXV – Heft 2. I, Frankfurt 2003
6. Lehrwerksentwicklung für Deutsch als Anwendungsfach in China – Am Beispiel „Klick auf Deutsch“. In: Hans Werner Hess (Hrsg.): Dikatische Reflexionen. Stauffenberg Verlag, Tübingen, 2004.
7. Klick auf Deutsch. Band 1–4 (Hauptverfasser) Verlag für Fremdsprachenlehre und -forschung, Beijing 2001–2005
8. Neue Orientierungen des Deutschen als Anwendungsfach in China. In: Neue Beiträge zur Germanistik. Band 6/Heft 2, 2007, iudicium Verlag, S. 91–102.
9. Entwicklung vom Deutschen als Anwendungsfach in China seit 2000. In: Fan Jieping, Li Yuan (Hrsg.): Deutsch als Fremdsprache aus internationaler Perspektive – Neuere Trends und Tendenzen. iudicium, München 2009, S. 426–433.
10. Studien zur Entwicklung von Didaktik und Methodik für Hochschuldeutsch, von 1949 bis 2009. Shanghai Foreign Language Edukation Press, 2009, S. 628–654.

### III. Interkulturelle Kommunikation Deutsch-Chinesisch
Seit den 1990er Jahren beschäftigt sich Zhu Jianhua immer mehr mit Studien zur Interkulturalität in der Germanistik in China, vor allem in der Fachsprachenlinguistik und in der Didaktik und Methodik Deutsch als Fremdsprache. Dabei werden besonders die Abhängigkeit der Fachsprachen von den Fachkulturen aus pragmatischer und kultureller Sicht, die Entwicklung der Jugendsprachen in China und Deutschland und die nachhaltige Förderung der interkulturellen Kompetenz für chinesische Deutschlernende thematisiert.
Repräsentative Publikationen:
1. Ein Symbol für den Kulturaustausch. In: Börsenblatt für den Deutschen Buchhandel 60, 26. Juli 1996
2. Arbeiten zur Interkulturellen Kommunikation Chinesisch-Deutsch. (Herausgeber) Verlag der Tongji-Universität Shanghai, 2000.
3. Germanistische Linguistik in China. In: Zeitschrift für Literaturwissenschaft und Linguistik (LiLi), 2002 (127) Metzler Verlag
4. Jugendliche Sprachausdrücke in kontrastiver Sicht Deutsch-Chinesisch. In Eva Neuland (Hrsg.): Jugendsprache – Spiegel unserer Zeit. Peter Lang Verlag, Frankfurt a. M. 2003
5. Wunschäußerung in kontrastiver Sicht: Deutsch-Chinesisch (2. Verfasser). In: Tongji University Journal Social Science Section, 1/2004
6. Von der germanistischen Linguistik zur interkulturellen Linguistik. In: J. Zhu, H.R. Fluck, R.Hoberg (Hrsg.): Interkulturelle Kommunikation Deutsch-Chinesisch. Peter Lang, Frankfurt am Main 2006
7. U. Ammon, R. Reinbothe, J. Zhu (Hrsg.): Die deutsche Sprache in China – Geschichte, Gegenwart, Zukunftsperspektiven. iudicium, München 2007
8. Neuere Arbeiten zur interkulturellen Kommunikation (Hrsg.). Verlag für Fremdsprachenlehre und -forschung, Beijing 2007
9. E. Neuland, Kwang-Sook Lie, Manabu Watanabe, Zhu Jianhua: Jugendsprachen zwischen Universalität und Kulturspezifik. In: E. Neuland (Hrsg.): Jugendsprachen: mehrsprachig-kontrastiv-interkulturell. Peter Lang, Frankfurt am Main 2007, S. 211–232.